# ノックス郡 (テネシー州)
ノックス郡（英: Knox County）は、アメリカ合衆国テネシー州の東部に位置する郡である。人口は47万8971人（2020年）。郡庁所在地はノックスビルであり、同郡で人口最大の都市である。
ノックス郡は東テネシーのグレートバレーでは地理的中心にあり、ノックスビル都市圏を構成している。郡の中心近くにはホルストン川とフレンチブロード川が合流するテネシー川の水源がある。

## 歴史
ノックス郡は1792年6月11日に、グリーン郡とホーキンス郡の一部を合わせ、ウィリアム・ブラウント知事が設立した。南西部領土時代に設立された8郡の1つである。郡名はアメリカ独立戦争の将軍で、初代アメリカ合衆国陸軍長官を務めたヘンリー・ノックスに因んで名付けられた。郡の領域からブラウント郡（1795年）、アンダーソン郡（1801年）、ローン郡（1801年）、ユニオン郡（1850年）が創設された。
1786年、ジェイムズ・ホワイトが現在の東テネシー南端のフロンティアで、ホルストン川とフレンチブロード川が合流する点の下流5マイル (8 km) に砦を建設した。南西部領土知事のウィリアム・ブラウント知事が1791年に首都としてジェイムズ・ホワイトフォートの地を選定した。知事として上官であり独立戦争の英雄だったヘンリー・ノックス将軍に因んでそこをノックスビルと名付けた。ノックスは1785年から1794年まで陸軍長官を務めていた。
ブラウントは1791年から1796年までノックスビルを南西部領土の首都に指定した。ノックスビルは1796年から1812年までテネシー州の州都でもあった。ただし、1807年の1日のみ、州議会がチェロキー族との条約義務を果たすためにキングストンで開催された。キングストンは1817年から1818年にも短期間の州都になった。ノックス郡の住人でフロンティアの指導者ジョン・セビア将軍が、1796年から1801年と1803年から1809年まで州知事になった。これはノックスビルが州都だった時期の大半に一致している。1845年まで州議会議事堂が建設されなかったので、州議会は酒場や公共の建物で開催されていた。ナッシュビル市の議事堂は1845年に建設が始められた。ブラウント知事の居宅だった1792年建設の邸宅は、州昇格前から現在まで残っている最も歴史的に重要な家屋である。郡内では唯一のアメリカ合衆国国家歴史登録財指定建築物である。

### 南北戦争

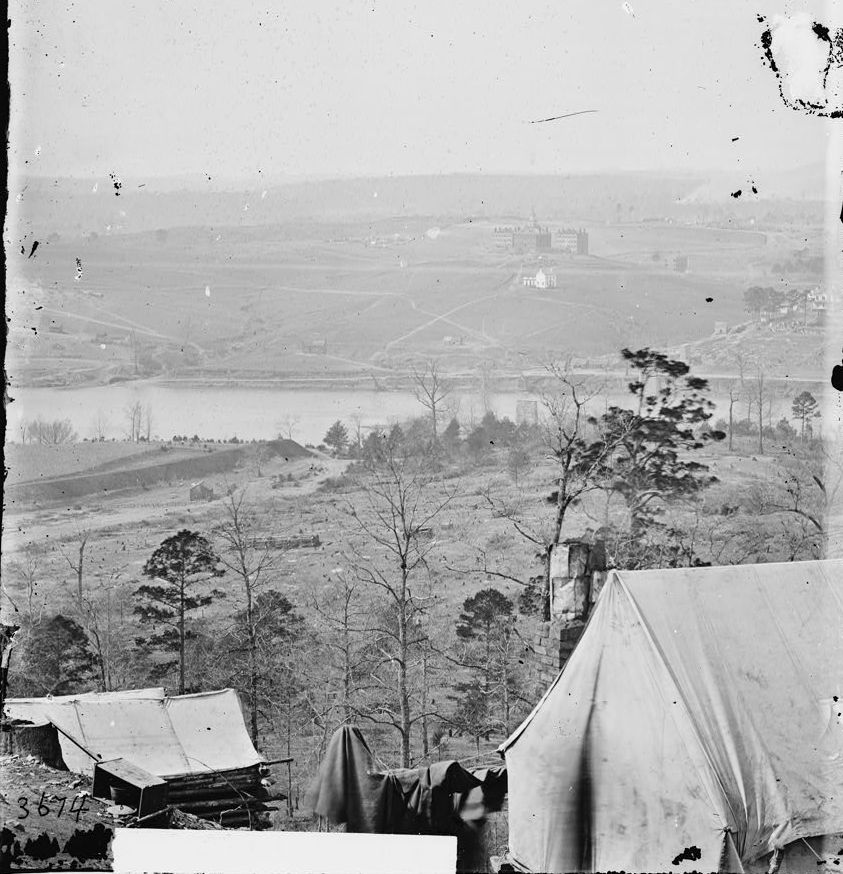
1863年12月にノックスビル包囲戦が終わった後、北軍の写真家ジョージ・C・バーナードが撮影したテネシー川南岸からの眺め、アメリカ合衆国議会図書館蔵

ノックス郡は重要な鉄道が通っている戦略的な地にあったので、南北戦争中は北軍も南軍も確保したがる地域だった。東テネシーの山がちな地形は、綿花のようなプランテーション農業には向いていなかったので、中部テネシーや西テネシーのように奴隷制度はほとんど見られなかった。1860年国勢調査で郡人口は20,020人の白人と2,370人の奴隷アフリカ系アメリカ人で構成されていた。奴隷が少ないことと、かつて域内で強い奴隷制度反対運動があった名残が組み合わされ、東テネシーの大半と同様、ノックス郡に北部支持者が多い理由となった。しかし、南部を支持する家族や社会的な結びつきもあった。域内では兄弟同士が争うケースも多く見られた。
テネシーが脱退する以前、ノックス郡の北部支持者は東テネシーの北部支持者と協業して、テネシー州から脱退し、合衆国に留まろうとした。ノックスビルの弁護士オリバー・ペリー・テンプルが3人委員会の1人に指名され、ナッシュビル市の議会に出席して、東テネシーと北部寄りの中部テネシーの郡がテネシー州からの脱退を認めるよう求めた。この動きは失敗し、1861年に2回目の住民投票で脱退が承認された後、ノックス郡はテネシー州の他郡と共にアメリカ連合国に加入した。
ノックス郡は1863年9月3日まで南軍の支配下に留まっていたが、この日、アンブローズ・バーンサイド将軍の率いる北軍が、抵抗を受けずにノックスビル市に入った。ニューヨーク州選出アメリカ合衆国上院議員のアイラ・ハリスの息子であるウィリアム・ハリス大佐は、その父に宛てて次のように記した手紙を送った。
| 「 | 神に栄光あれ、ヤンキーが入ってきた! 国旗がテネシー州に戻ってきた! 我々がノックスビルに入ると、道路沿いに皆が出迎えており、それは筆舌に尽くしがたいものである。人々は歓喜に耐えないように見える。これほど自由を愛するものがいたことをこれまで見なかった。古い旗はマットレスやカーペットの下に隠されていた。それが東テネシーのあらゆる掲揚台に翻っている。婦人達がそれを身に纏い、それを運び、それを振っている! 小さな子供達が手を叩き、それに接吻している。 | 」 |

ノックスビル方面作戦、特に決定的勝利を挙げたフォートサンダースの戦いでバーンサイドの部隊が成功したことで、戦争の残り期間ノックス郡は北軍の支配下にあった。

## 郡政府

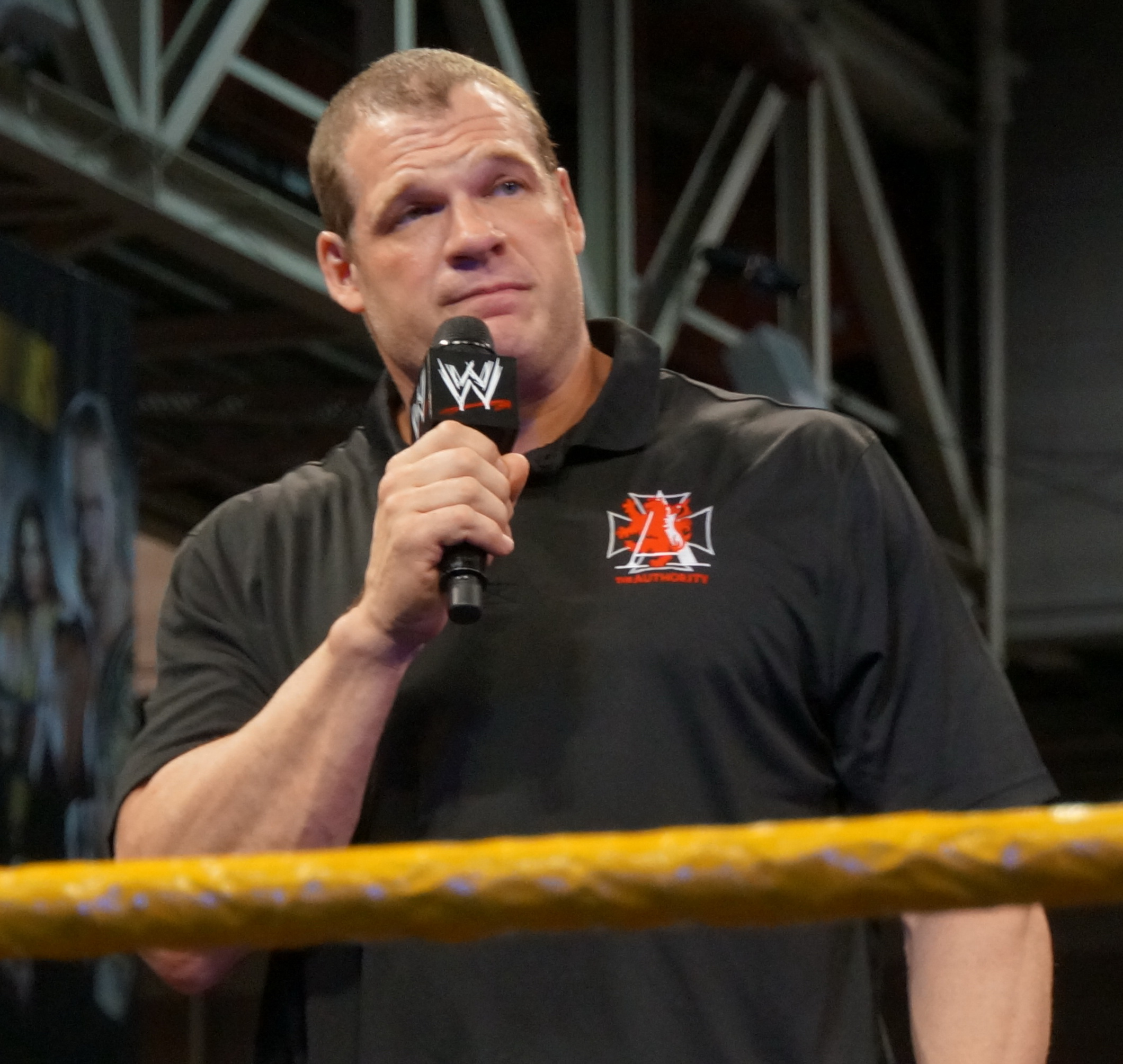
郡長の
グレン・トーマス・ジェイコブズ

ノックス郡政府は自治ルールの下に運営されている。元は郡執行役"County Executive"と呼ばれた郡の管理者は現在郡長"County Mayor"と呼ばれている。2018年8月の郡長選挙ではプロレス団体WWEに所属する現役プロレスラーのケイン（本名、グレン・トーマス・ジェイコブズ（Glen Thomas Jacobs）、1967年4月26日 - ）が選出された。
この他に郡政委員も選挙で選ばれる。郡役人の地区は、独自の市長と市政委員がいるノックスビル市には及んでいない。ノックスビル市民は市と郡の両方の選挙で投票し、市長と郡長を選び、市税と郡税を払っている。管理が重複しているように見えるが、サービスは分離されている。ノックス郡は学校と図書館を運営し、ノックスビル市は郡保安官とは別に警察署を維持している。資産評価官、税務署、都市圏計画委員会は市と郡の合同で行われている。

## 地理
アメリカ合衆国国勢調査局に拠れば、郡域全面積は526平方マイル (1,362.3 km2)であり、このうち陸地508平方マイル (1,315.7 km2)、水域は17平方マイル (44.0 km2)で水域率は3.29%である。
チェロキー洞窟
チェロキー洞窟はノックスビルの西14マイル (22 km)、州道62号線沿いにある。1854年に農園の岩の間から霧が上がってくるのに気付いたロイ・クラッジントンが発見した。クラッジントンは入り口を掘り、中を探検した。その娘のマーガレットが1929年にジェントリー洞窟という名前で洞窟を一般公開し、1930年にはグランド洞窟と改名した。その後は様々な名前で散発的に公開されていた。現在はチェロキー洞窟と呼ばれている。
洞窟内で見つかったインディアンの工作物は、過去に別の入り口があったことを示している。

### 交通

#### 主要高規格道路

##### 州間高速道路
- 州間高速道路40号線
  -  州間高速道路140号線
  -  州間高速道路640号線
- 州間高速道路75号線
  -  州間高速道路275号線
- 州間高速道路3号線（計画段階）

##### アメリカ国道
- アメリカ国道11号線東ルートと西ルート
- アメリカ国道25号線西
- アメリカ国道70号線（キングストン・パイク）
- アメリカ国道129号線
- アメリカ国道441号線

##### テネシー州道
- テネシー州道1号線（キングストン・パイク、マグノリア・アベニュー、ラトリッジ・パイク）、アメリカ国道70号線と同11号線（郡東部で分かれて11号線西）を辿る
- テネシー州道9号線（クリントン・ハイウェイ、アッシュビル・ハイウェイ）、アメリカ国道25号線西を辿る、さらに郡東部ではアメリカ国道70号線と同11号線東を辿る
- テネシー州道33号線（メアリービル・パイク、チャップマン・ハイウェイ、ヘンリー・ストリート、ブロードウェイ、メイナードビル・ハイウェイ）
- テネシー州道34号線（アンドリュ・ジョンソン・ハイウェイ）
- テネシー州道61号線（ワシントン・パイク、イースト・エモリー・ロード）
- テネシー州道62号線（オークリッジ・ハイウェイ、ウェスタン・アベニュー）
- テネシー州道71号線（チャップマン・ハイウェイ、ヘンリー・ストリート、ブロードウェイ、ノリス・フリーウェイ）、アメリカ国道441号線を辿る
- テネシー州道115号線（アルコア・ハイウェイ）、アメリカ国道129号線を辿る
- テネシー州道131号線（ラベル・ロード、ボールキャンプ・バイントン・ロード、ビーバーリッジ・ロード、エモリー・ロード、テイズウェル・パイク）
- テネシー州道158号線（ニーランド・ドライブ、ジェイムズ・ホワイト・パークウェイ）
- テネシー州道162号線（ペリシッピ・パークウェイ）
- テネシー州道168号線（ガバナー・ジョン・セビア・ハイウェイ）
- テネシー州道169号線（ミドルブルック・パイク）
- テネシー州道170号線（ラクーン・バレー・ロード）
- テネシー州道331号線（テイズウェル・ロード、エモリー・ロード）
- テネシー州道332号線（コンコード・ロード、ノースショア・ドライブ）
- テネシー州道475号線（州間高速道路75号線のバイパスとして計画中）

#### 大量輸送機関
ノックスビル地域交通がノックスビル市のバス路線を運行しており、またマクギー・タイソン空港からはアメリカ合衆国中西部や南部の都市に地域航空便が飛んでいる。

### 隣接する郡
| - ユニオン郡 - 北 - グレンジャー郡 - 北東 - ジェファーソン郡 - 東 - セビア郡 - 南東 | - ブラウント郡 - 南 - ラウドン郡 - 南西 - ローン郡 - 西 - アンダーソン郡 - 北西 |

## 人口動態

2000人口ピラミッド

以下は2000年国勢調査による人口統計データである。
| 基礎データ - 人口: 382,032人 - 世帯数: 157,872 世帯 - 家族数: 100,722 家族 - 人口密度: 290人/km2（751人/mi2） - 住居数: 171,439軒 - 住居密度: 130軒/km2（337軒/mi2） 人種別人口構成 - 白人: 88.10% - アフリカン・アメリカン: 8.63% - ネイティブ・アメリカン: 0.26% - アジア人: 1.29% - 太平洋諸島系: 0.03% - その他の人種: 0.50% - 混血: 1.18% - ヒスパニック・ラテン系: 1.26% 年齢別人口構成 - 18歳未満: 22.3% - 18-24歳: 11.6% - 25-44歳: 30.4% - 45-64歳: 23.1% - 65歳以上: 12.7% - 年齢の中央値: 36歳 - 性比（女性100人あたり男性の人口） - 総人口: 93.5 - 18歳以上: 90.1 | 世帯と家族（対世帯数） - 18歳未満の子供がいる: 28.5% - 結婚・同居している夫婦: 49.8% - 未婚・離婚・死別女性が世帯主: 10.9% - 非家族世帯: 36.2% - 単身世帯: 29.6% - 65歳以上の老人1人暮らし: 9.1% - 平均構成人数 - 世帯: 2.34人 - 家族: 2.92人 収入と家計 - 収入の中央値 - 世帯: 37,454米ドル - 家族: 49,182米ドル - 性別 - 男性: 35,755米ドル - 女性: 25,140米ドル - 人口1人あたり収入: 21,875米ドル - 貧困線以下 - 対人口: 12.6% - 対家族数: 8.4% - 18歳未満: 14.5% - 65歳以上: 9.7% |

## 都市と町
- ノックスビル - 郡庁所在地
- ファラガット

### 未編入の町
| - ボールキャンプ - ブルーグラス - バイントン - カーター - コンコード - コリートン - ギッブス - ホールズクロスローズ | - ハーディンバレー - ハイスケル - カーンズ - キンバリンハイツ - マスコット - マウントオリーブ - ペディゴ - プレーンビュー | - パウェル - ラムジー - リッタ - リバーデール - スカグストン - ソルウェイ - ストロベリープレーンズ - ソーングローブ |